# Helmut Hagen
Helmut Hagen (Judenburg, 20 ottobre 1942) è un attore austriaco naturalizzato italiano.
Stabilitosi a Roma da tanti anni, parla perfettamente l'italiano.

## Filmografia

### Cinema
- Assisi Underground, regia di Alexander Ramati (1985)
- Il giorno prima, regia di Giuliano Montaldo (1987)
- Testimone a rischio, regia di Pasquale Pozzessere (1996)
- Papà dice messa, regia di Renato Pozzetto (1996)
- Coppia omicida (1998)
- Il cielo cade (2000)
- Il ritorno del Monnezza, regia di Carlo Vanzina (2005)
- Confusi e felici, regia di Massimiliano Bruno (2014)
- Una gita a Roma, regia di Karin Proia (2016)

### Televisione
- Tatort - serie TV, 2 episodi (1991-1993)
- Il coraggio di Anna (1992)
- Piazza di Spagna, regia di Florestano Vancini - miniserie TV (1992)
- In Love and War - film TV (2001)
- Casa Vianello - sit-com (2001)
- La casa del guardaboschi - serie TV, episodio "Aller Anfang ist schwer" (1999)
- Salvo D'Acquisto - miniserie TV (2003)
- Ol Ristorant San Sisto (2004)
- Alisa - Segui il tuo cuore - serie TV, episodio #1.241 (2010)
- Distretto di Polizia 10, regia di Alberto Ferrari - serie TV, 7 episodi (2010)
- Fratelli detective - serie TV, episodio "Lo straniero" (2011)
- Suburræterna, regia di Ciro D'Emilio – serie TV, episodio 1x04 (2023)

### Doppiaggio
- Edward Bunker ne Le iene
- Stellan Skarsgård in Ronin